# Парковий міст через Дніпро (Київ)
Па́рковий міст — єдиний пішохідний міст через Дніпро в місті Києві, який сполучає Набережну-Хрещатицьку, в районі пам'ятника Магдебурзькому праву, з парковою зоною та пляжами Труханового острова. Споруджений у 1956—1957 роках за проєктом інституту «Укрпроектстальконструкція» за участю Інституту електрозварювання імені Євгена Патона АН УРСР. Автори проєкту — інженери А. О. Гомін, В. І. Кирієнко, В. О. Сич, Г. П. Фень, О. Шумицький, М. М. Константинов, Б. П. Петров та архітектори О. І. Заваров, В. Суворов.
За конструкцією — суцільнозварний підвісний міст, зведений з використанням автоматичного зварювання. Довжина моста 429 м, ширина пішохідної частини — 7 м. Складається з трьох центральних прогонів висячої будови і берегових ділянок балкової конструкції. Центральні прогони за схемою 60 + 180 + 60 м підняті над рівнем річки на 26 м, що забезпечує прохід суден при найвищих рівнях води. Гіперболічні за абрисом та жорсткі за конструкцією ланцюги (зварені з металевих листів) закріплені на двох пілонах рамної форми заввишки 32 м. Вертикальні підвіски обабіч дороги з кроком 10 м зроблені зі сталевих кутників. Дорожнє полотно із залізобетонних плит спирається на дві двотаврові зварні балки (висота 2,4 м). Берегові частини вирішені у вигляді балкових стале-залізобетонних прогінних будов: на лівобережній ділянці — три прогони по 36 м, на правобережній — один прогін 17,9 м. Опори моста — залізобетонні, рамної конструкції. Основи всіх опор — залізобетонні забивні палі (переріз 35×35 см, довжина від 9 до 13 м). 
З висоти 26 метрів над водою з моста є можливість милуватися краєвидами Дніпра, узбережжям з низкою пам'ятників.
18 вересня 2015 року міст став частиною велосипедного маршруту «житловий масив Троєщина — Європейська площа», поєднавши єдиною велосипедною доріжкою найзаселеніший спальний район міста з його центром. Пішохідна частина стала сумісною вело-пішохідною доріжкою, яку відмітили відповідним знаком згідно ПДР — 4.14. Доріжка для пішоходів і велосипедистів. У 2015 році ширину моста в 7 метрів поділили на пішохідну та велосипедну частину, й він став складовою першого велосипедного маршруту столиці.
У 2017 році, з нагоди 60-ї річниці, міст було реконструйовано. На мосту завдовжки 0,43 км було облаштоване покриття пішохідної частини правобережних та лівобережних підходів із фігурних елементів мощення; встановлені нові чавунні секції перильної огорожі; пофарбовані — перильна огорожа, стовпи освітлення, підвіски, ланцюги на мосту. Також встановлені перепони на підходах до мосту та з боку проїзду від сходів Магдебурзького права. Це не заважатиме пересуванню перехожих, але блокуватиме рух автомобілів; також встановлені підземні контейнери для збору твердих відходів. Наразі залишилося завершити роботи з нанесення 130 метрів розмітки. Вартість виконання ремонту — 17 млн грн. На мосту було влаштоване сучасне полімерне покриття з шаром базальтового щебню. На мосту також було переоблаштовано організацію пішохідних і велосипедних потоків — посередині було виділено 3 метрову велосипедну доріжку червоного кольору. За умов хорошої погоди з нього організовують стрибки з альпіністською системою страховки — роуп-джампінг. Міст є улюбленим місцем киян для прогулянок і побачень.
Виразний силует моста став одним з традиційних елементів у панорамі Києва.
Силует мосту, як впізнавана частина першого повноцінного велосипедного маршруту «житловий масив Троєщина — Європейська площа» став частиною логотипу громадської організації «Київ — Велосипедне місто», який став відзнакою київських велосипедистів та набув пощирення на наліпках та значках.

## Канатна дорога через Дніпро

Канатна дорога (перша) біля Паркового мосту в Києві. Фото 2016 року

У 2016 році було відкрито атракціон — канатну дорогу-тролей над Дніпром від оглядового майданчика біля Арки Дружби народів до Труханового острова. Траса тролея проходила паралельно Парковому мосту з боку Подолу, на її кінцевих точках (верхня — Хрещатий парк, нижня — Труханів острів) стояли дерев'яні вежі. У травні 2018 року КМДА ухвалила рішення демонтувати атракціон, посилаючись на порушення умов оренди з боку власника та недотримання вимог щодо безпеки (були випадки зависання людей на трасі тролея й навіть падіння з нього без важких наслідків). Тоді ж було оголошено про плани спорудити на цьому ж маршруті більш безпечну канатну дорогу.
6 травня 2023 року біля Паркового мосту відкрито нову канатну дорогу через Дніпро — тролей завдовжки 600 метрів, що йде паралельно пішохідному мосту та сполучає Труханів острів з оглядовим майданчиком біля «скляного мосту» Кличка (пішохідно-велосипедний міст через Володимирський узвіз). Працює ця канатна дорога, так само, як і попередня, лише в одному напрямку — до Труханового острова, повернутися назад можна через Парковий міст.
21 липня 2024 року внаслідок обриву троса канатної дороги загинув юнак 2004 року народження, який упав у річку. Слідча група поліції відкрила кримінальне провадження за фактом смертельної аварії на атракціоні.

## Зображення

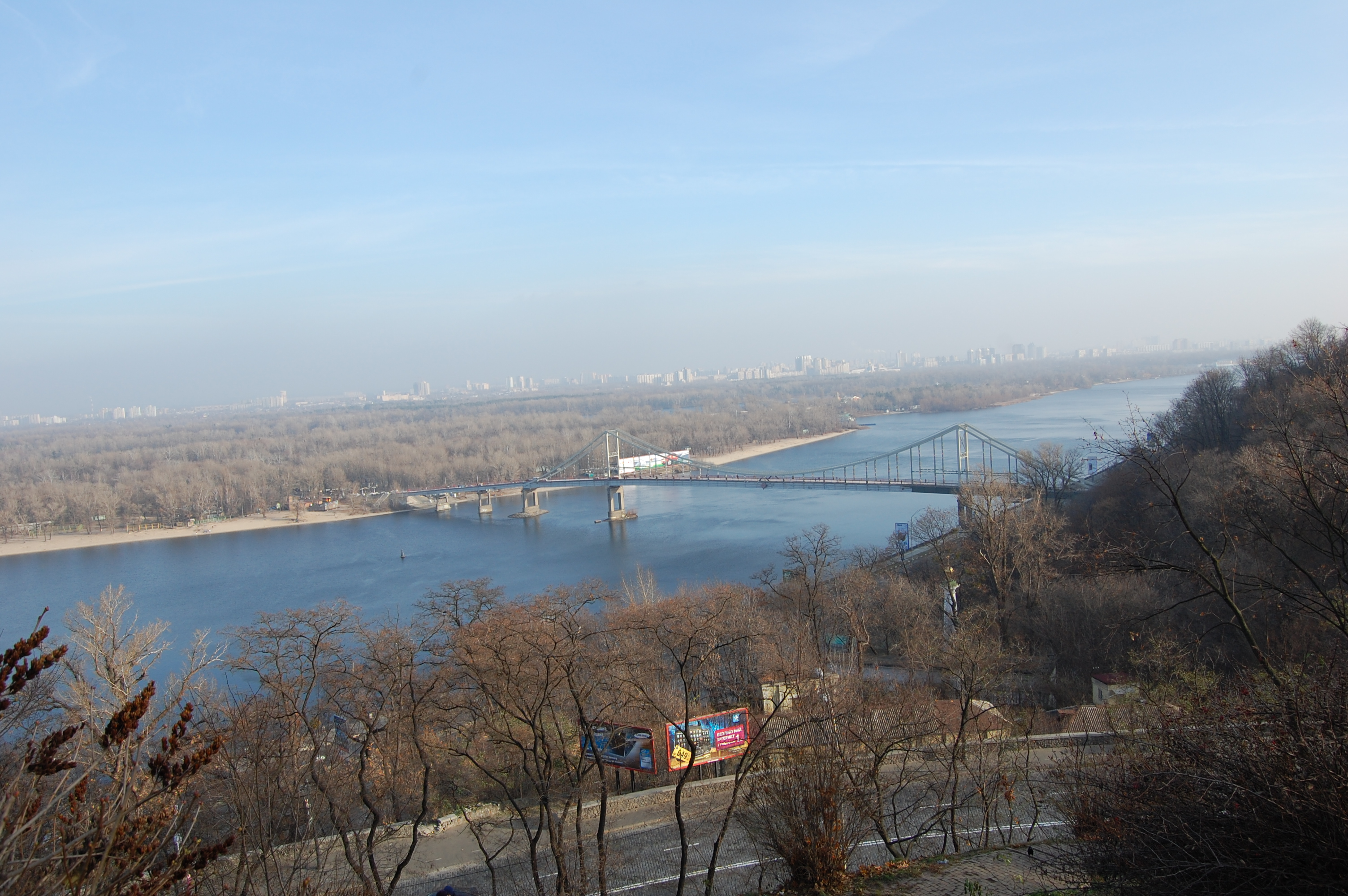
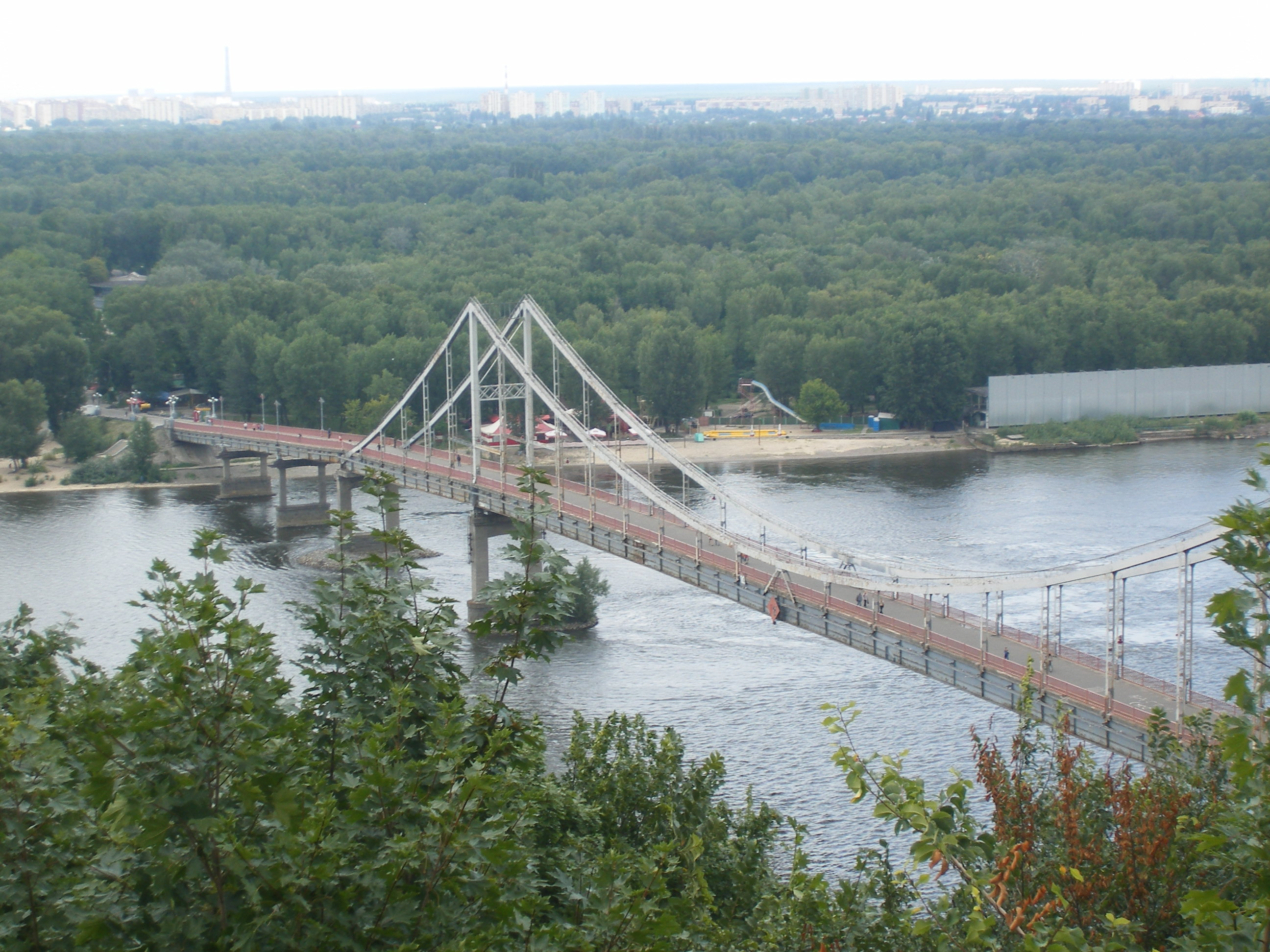
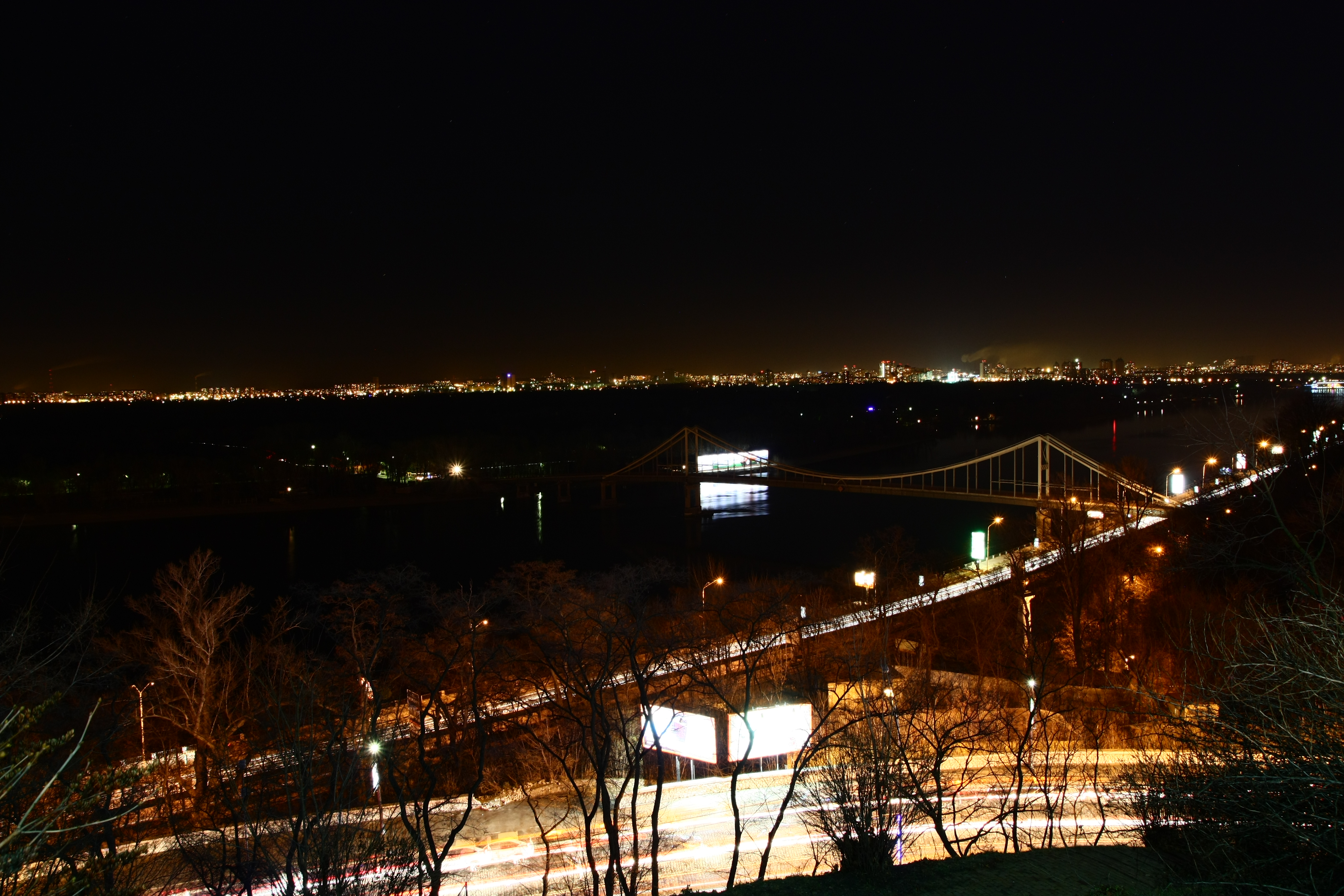
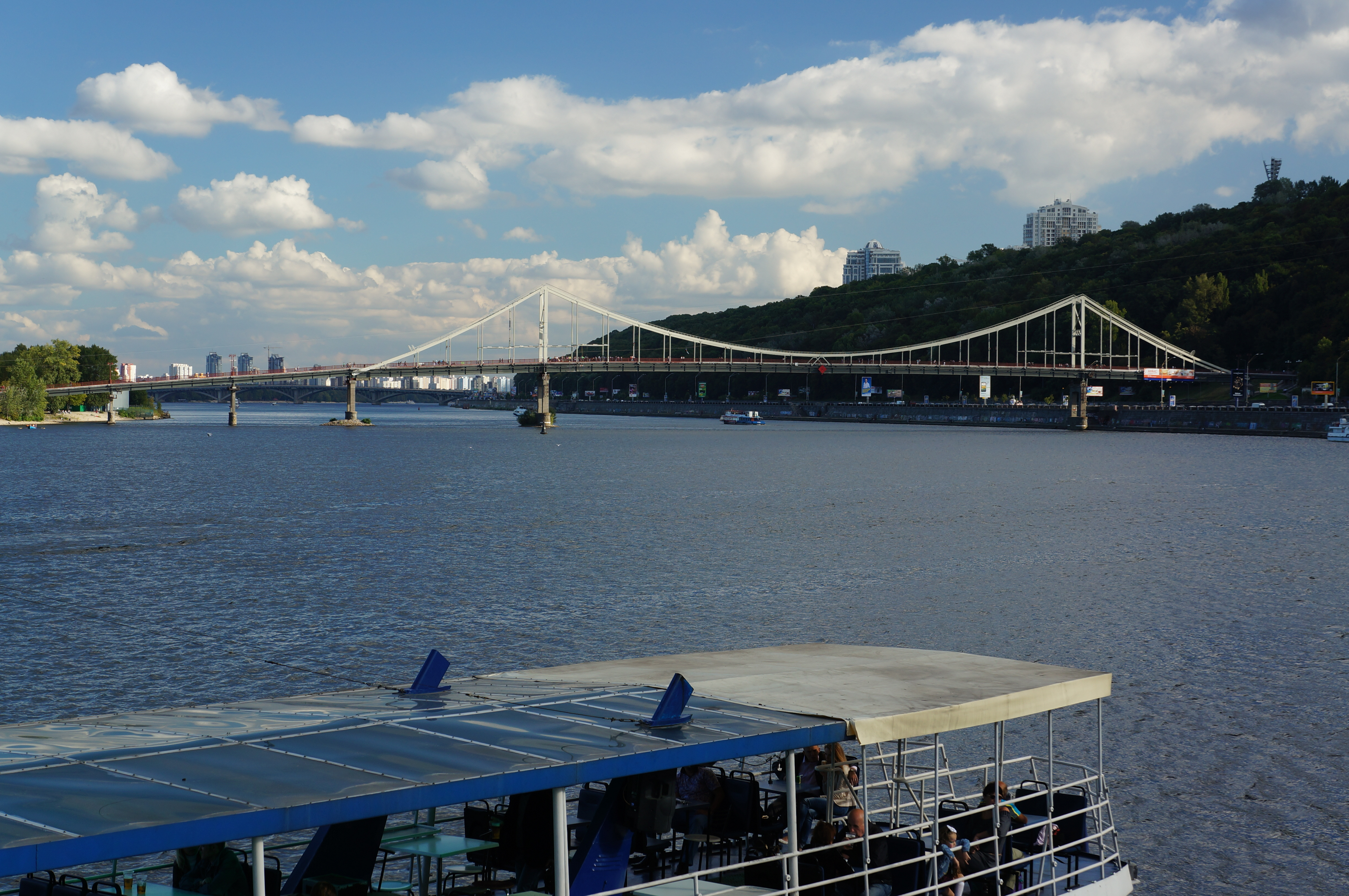
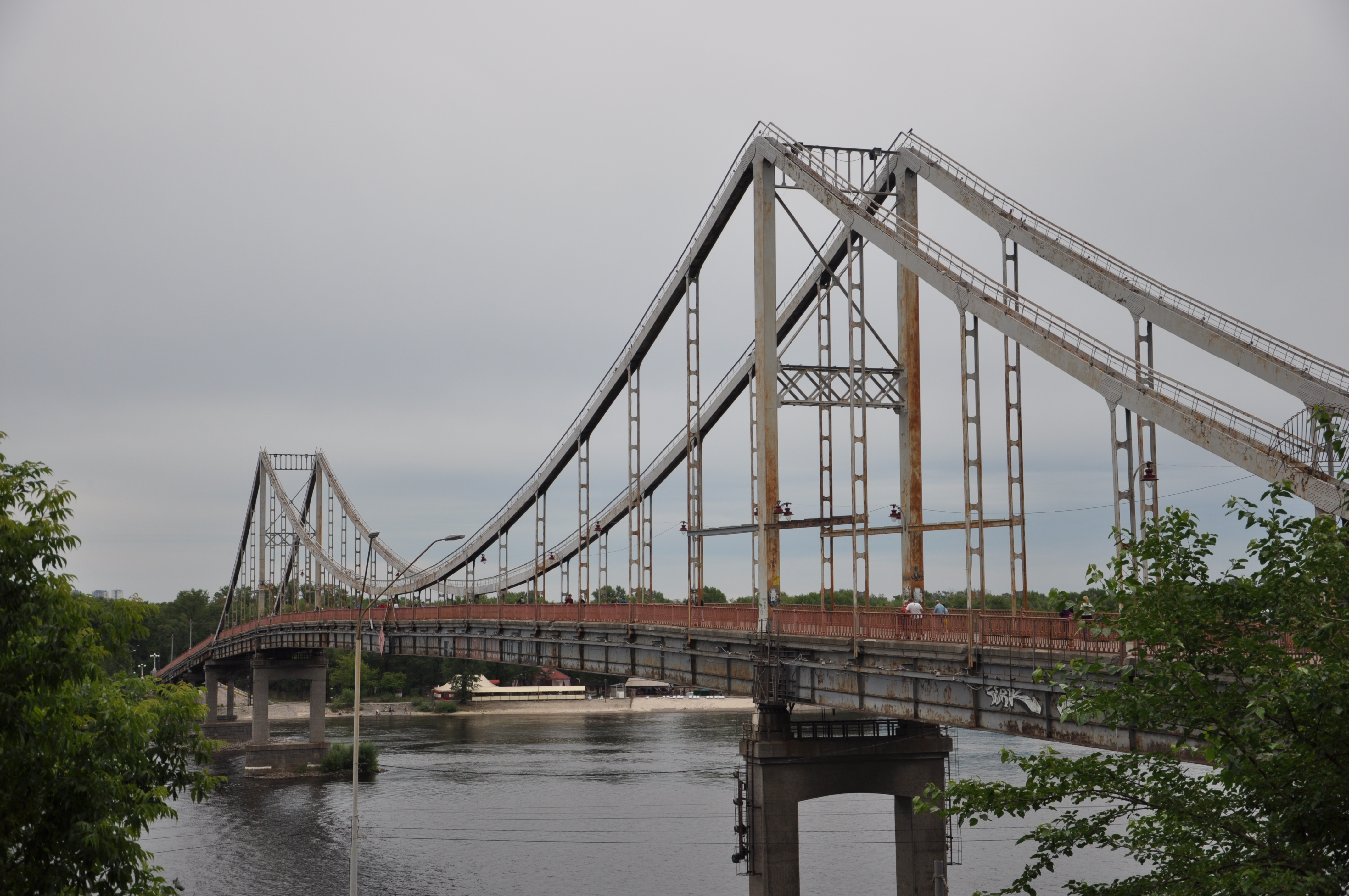
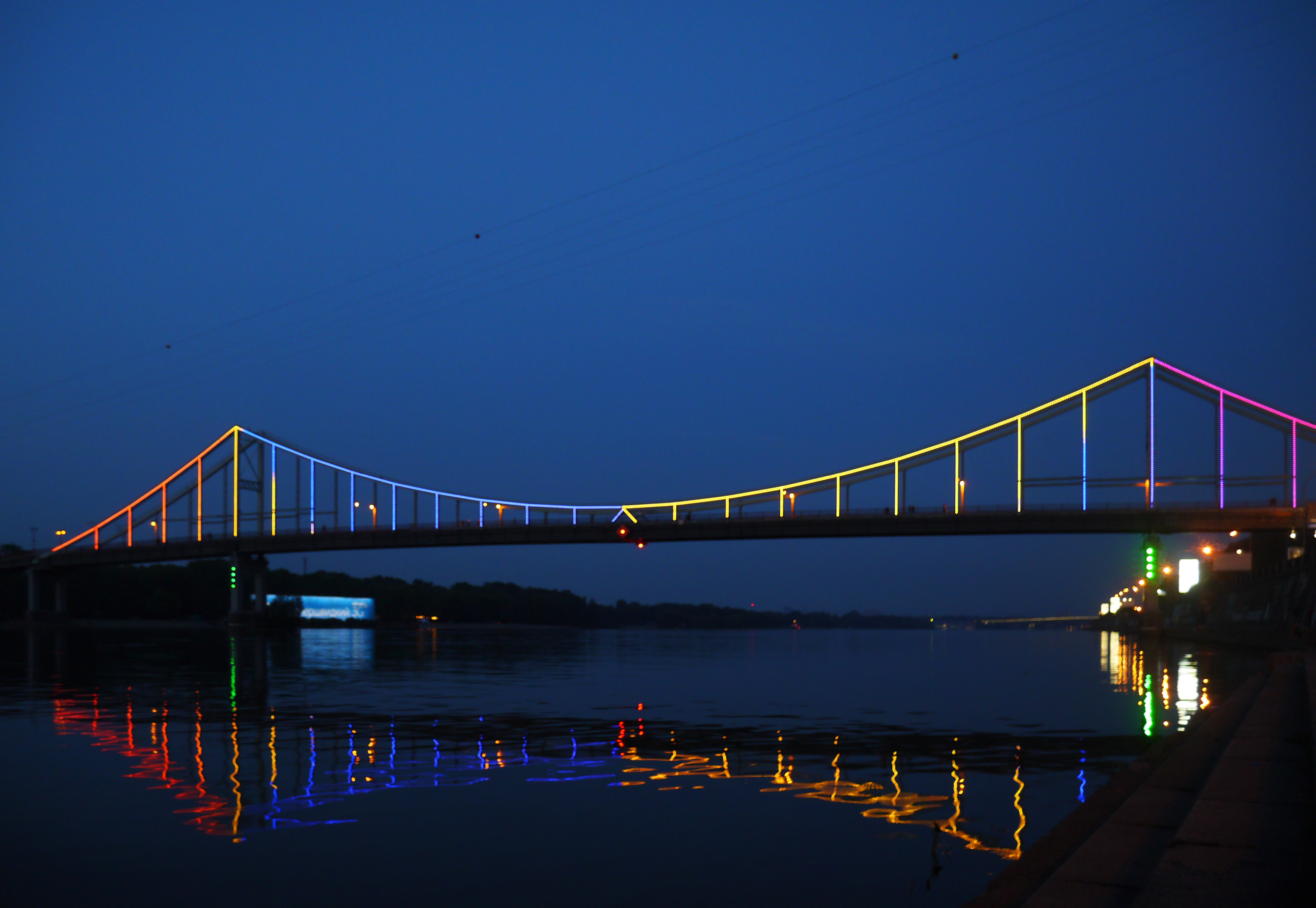
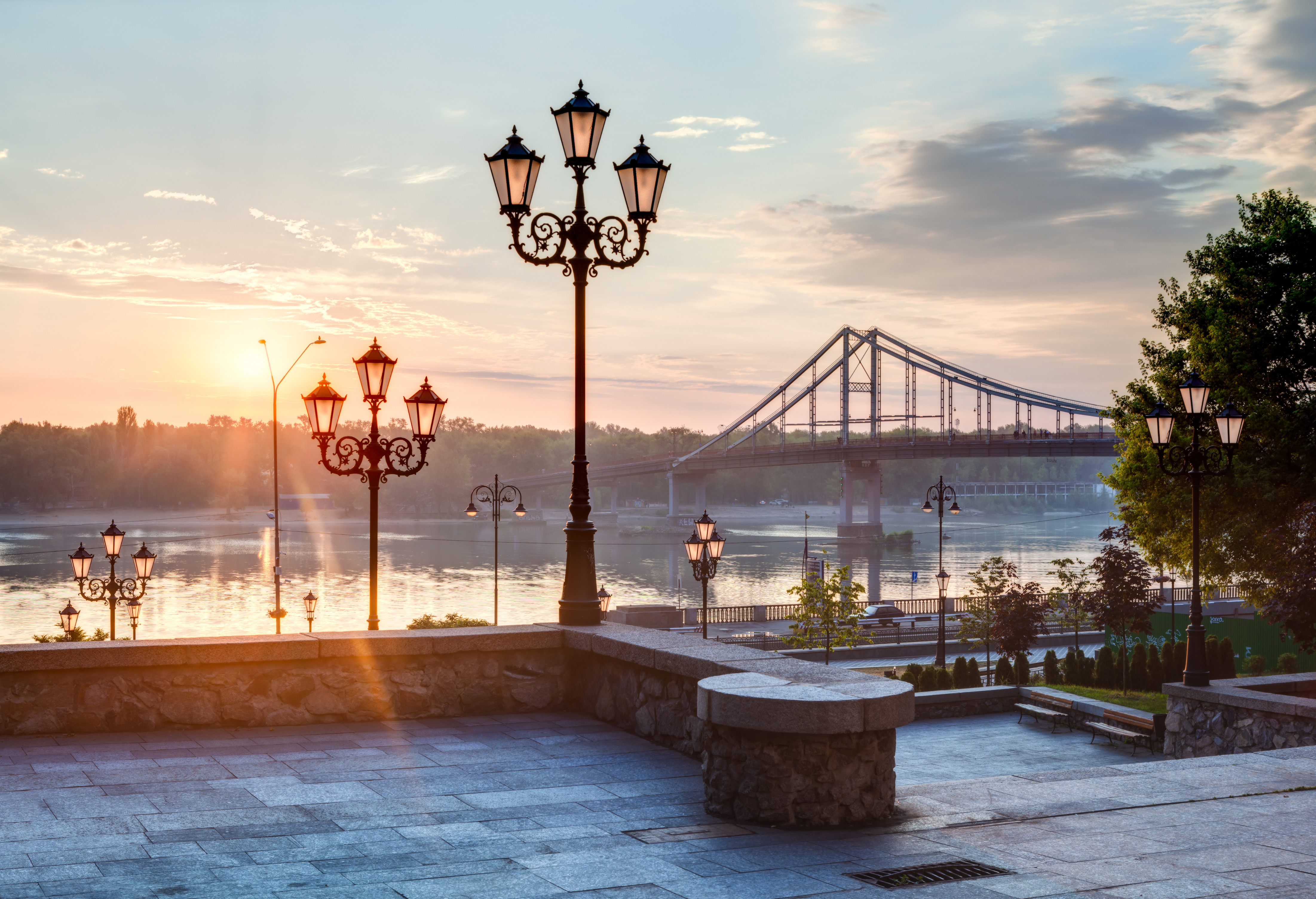
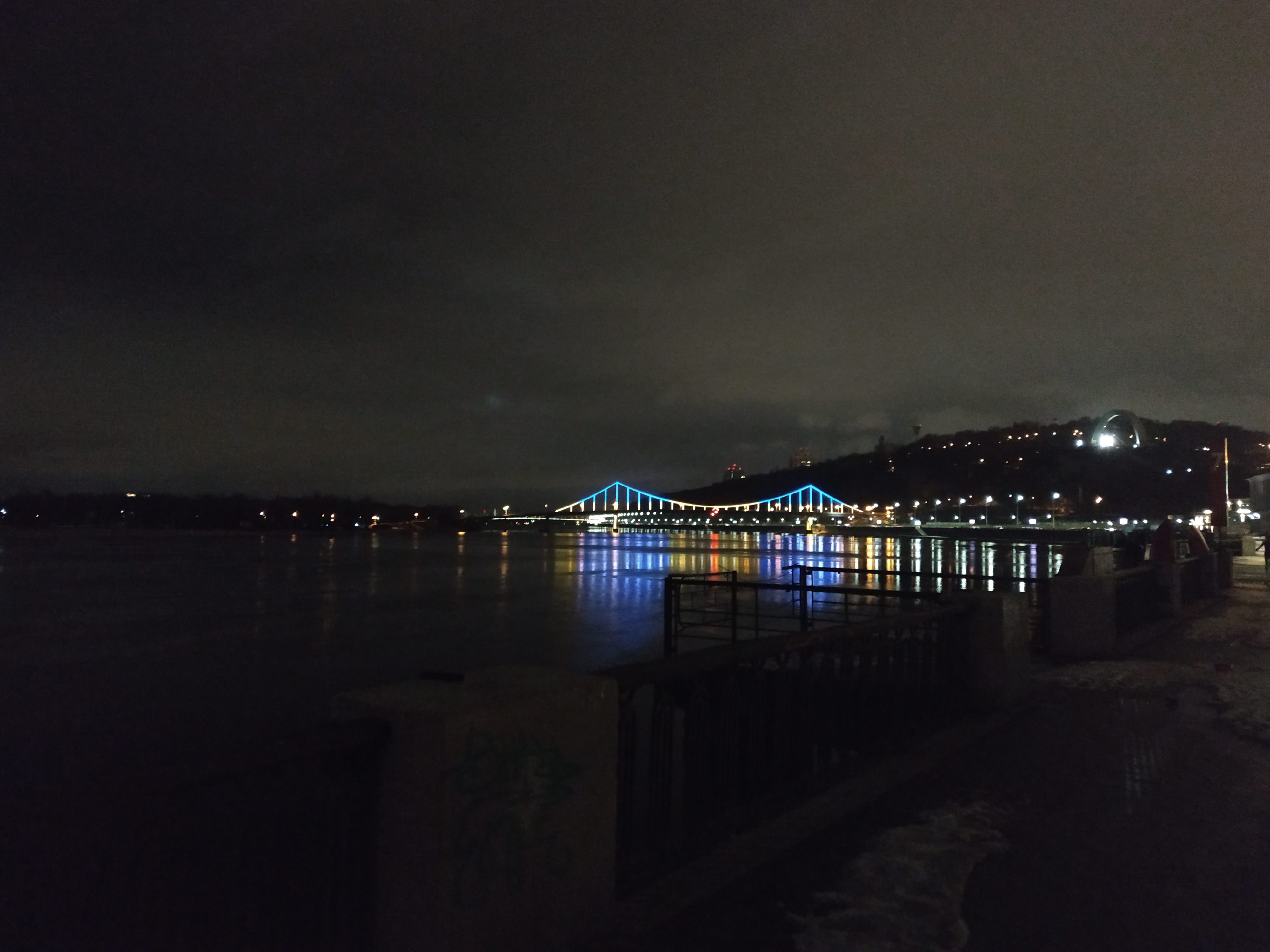
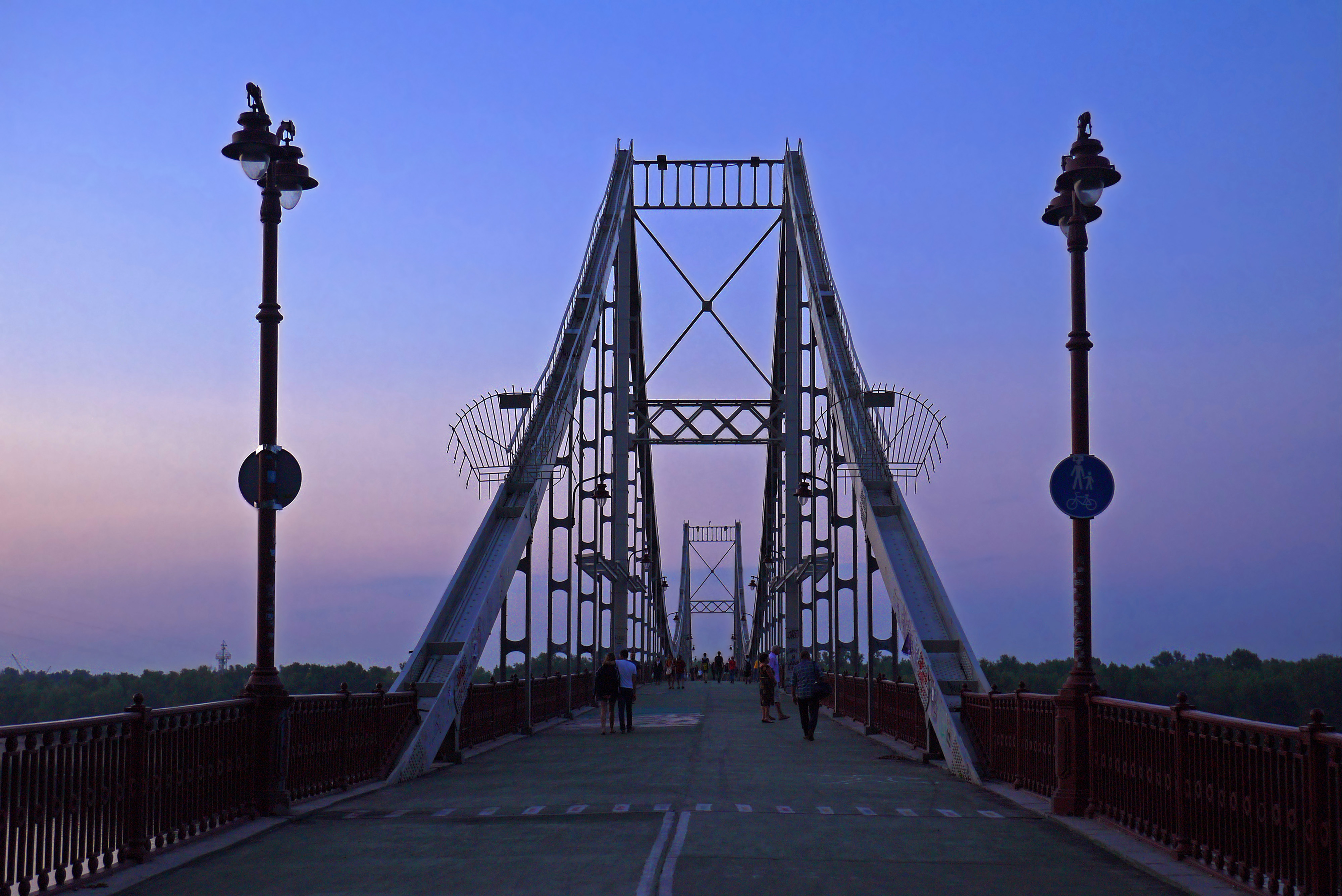
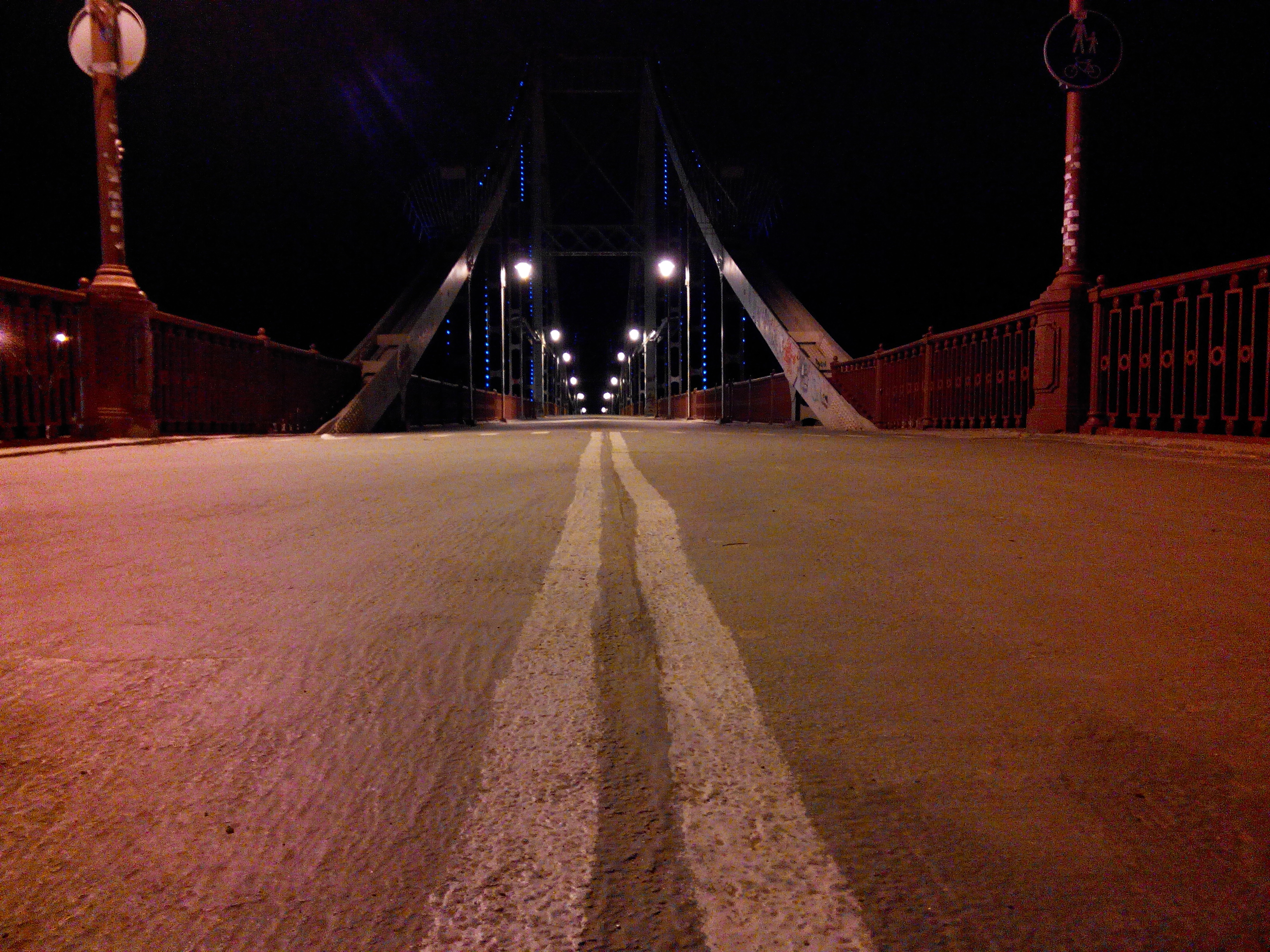
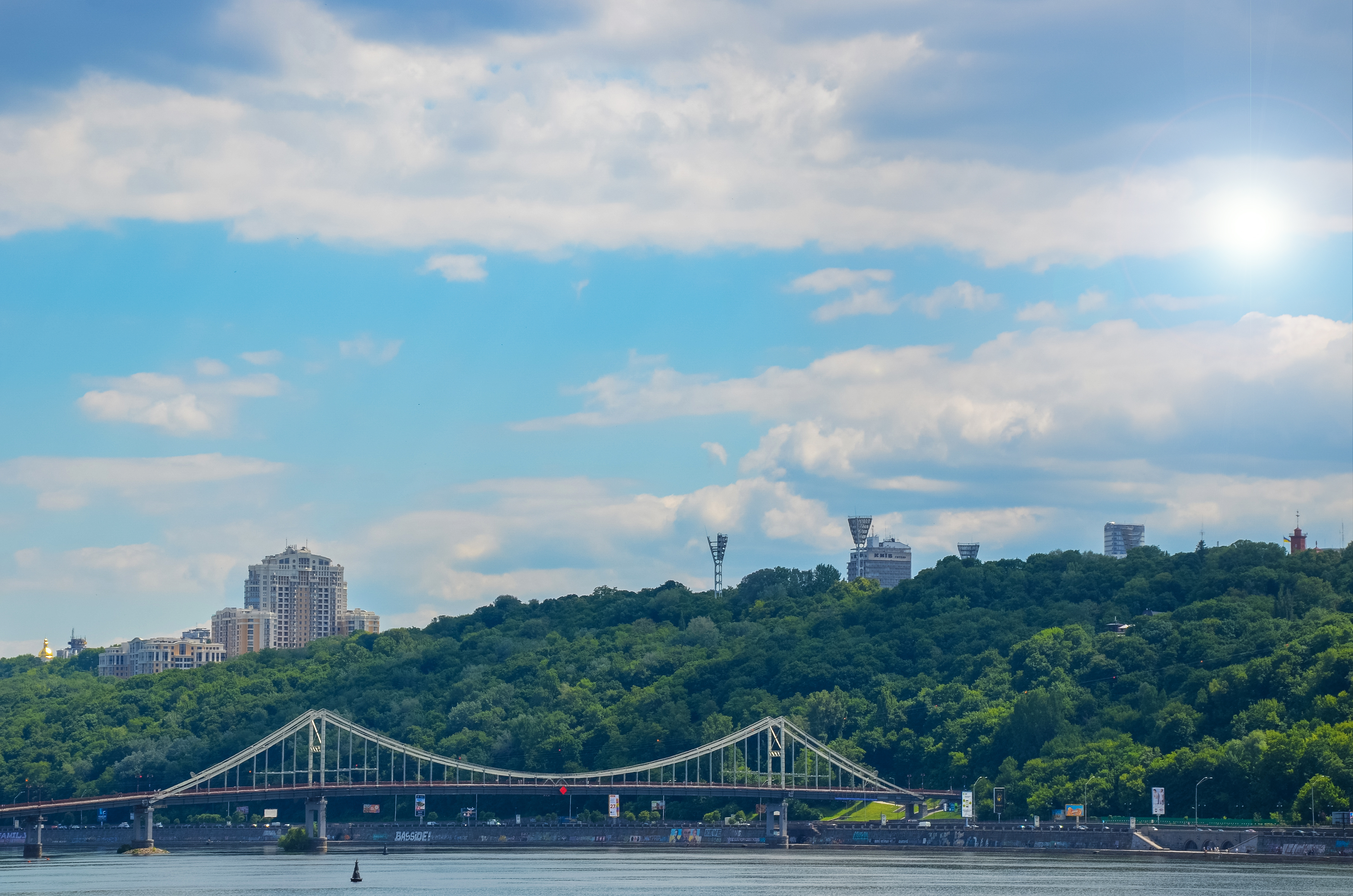
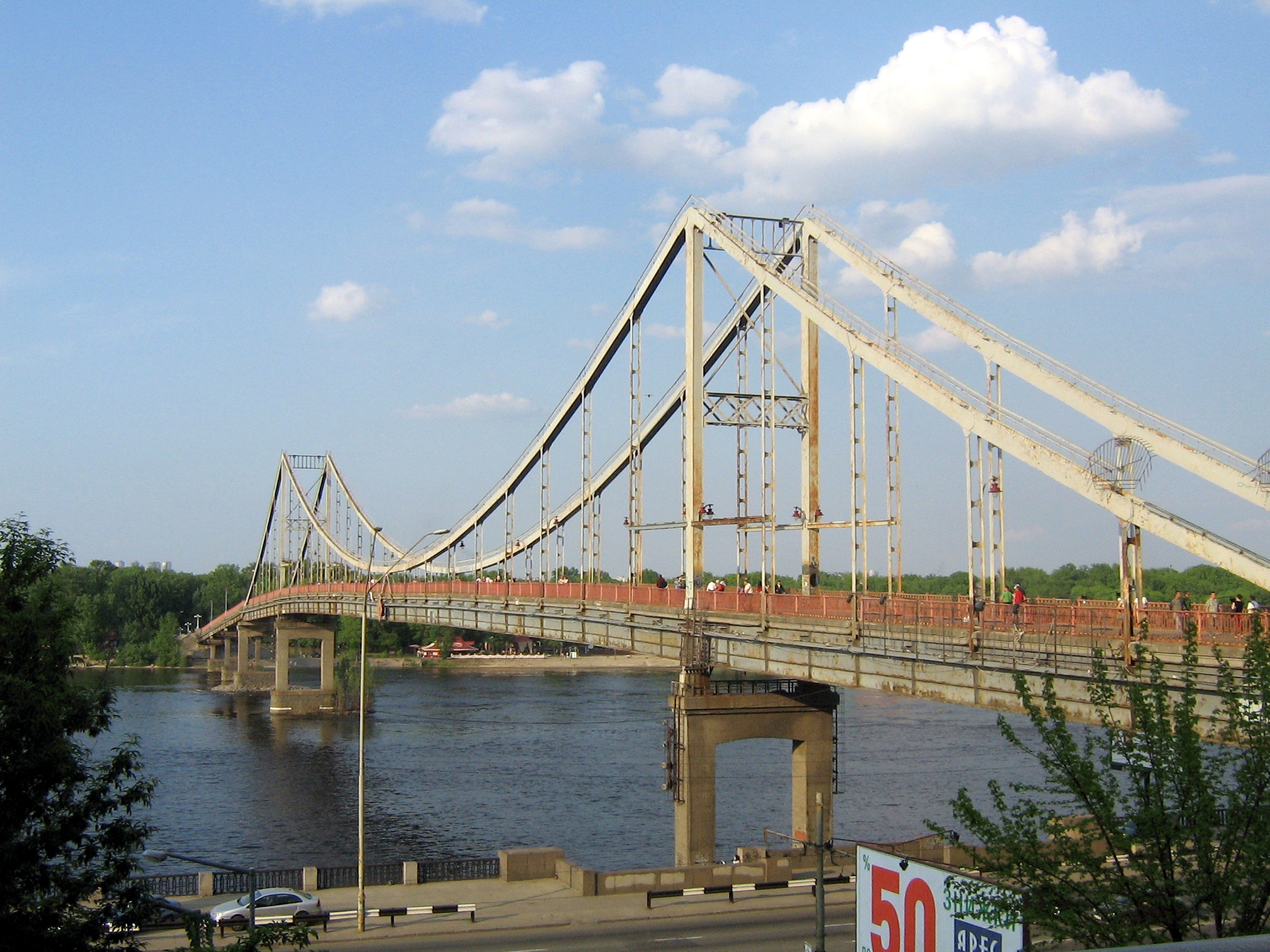
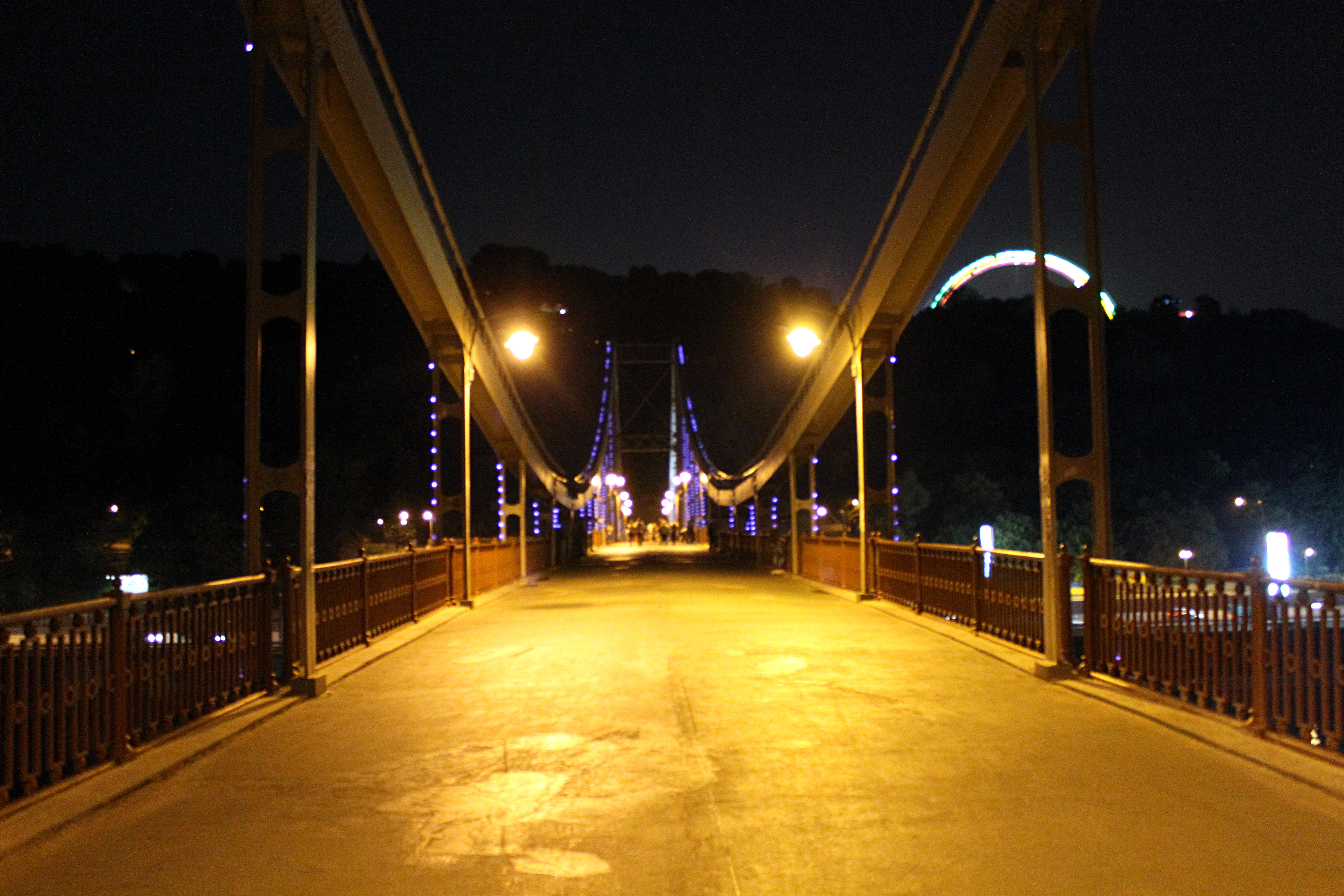
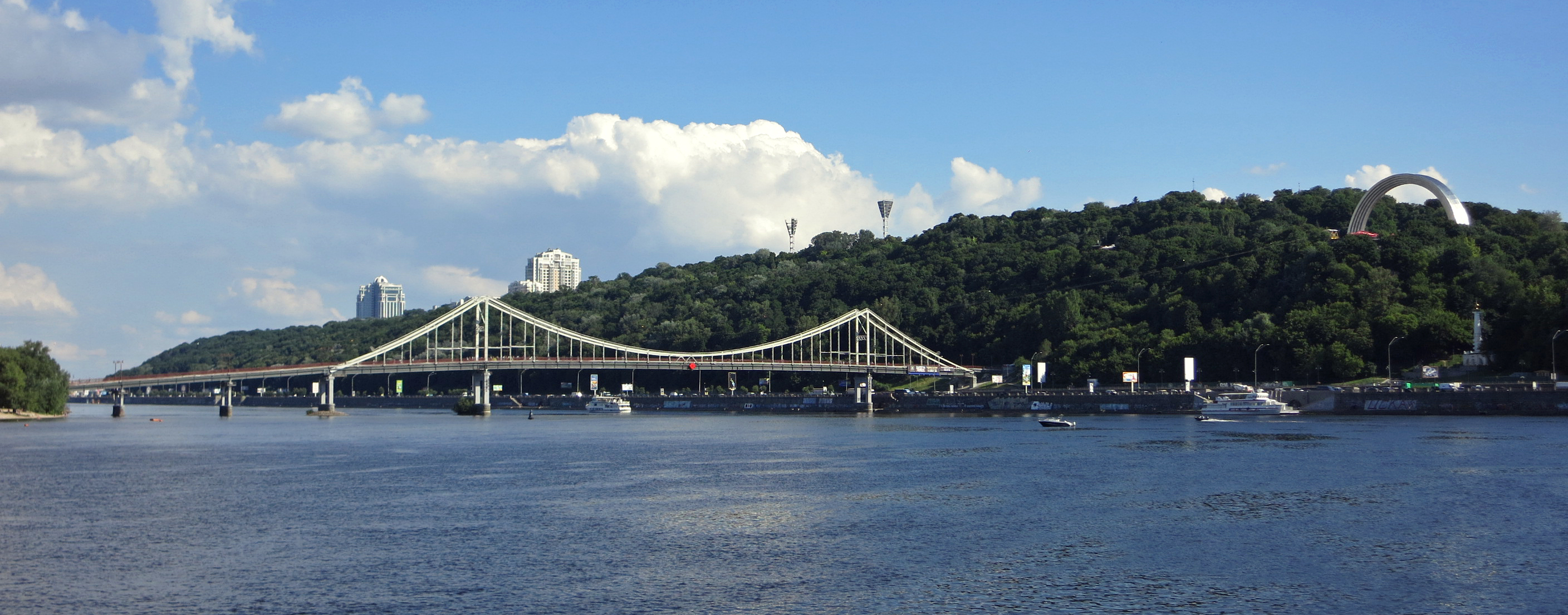

## Панорами

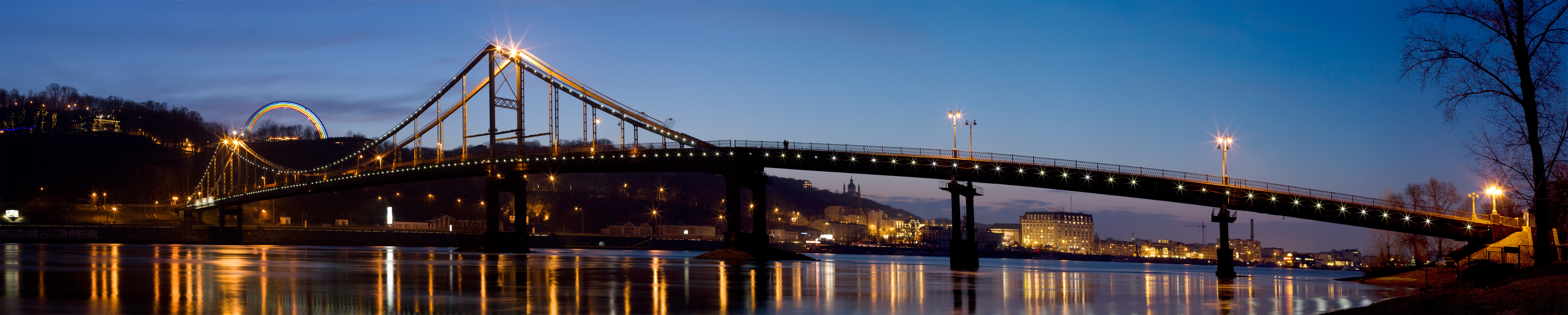
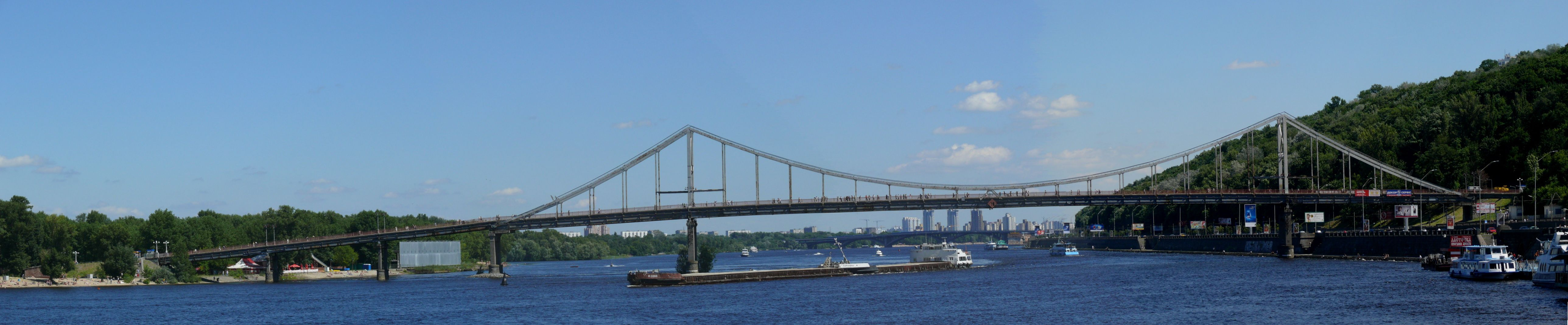
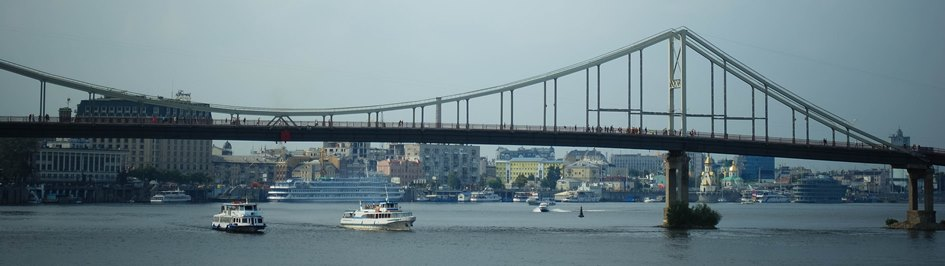